# TOG (char)
Les TOG I et TOG II sont des prototypes de chars lourds d'infanterie britanniques de la Seconde Guerre mondiale. Conçus pour être adaptés aux conditions de la Première Guerre mondiale, c'est sans surprise qu'ils furent jugés désuets et inadaptés à la guerre moderne.

## TOG I
En juillet 1939, le Special Vehicle Development Comitee (Comité de développement des véhicules spéciaux) est fondé pour étudier les futures conceptions de chars adaptées aux conditions de la Grande Guerre sous la direction de Sir Albert Gerald Stern, ancien responsable du Tank Supply Depot. Cela dans l'optique que les opérations d'un futur conflit pourraient pareillement s'enterrer en une guerre de tranchées. Le comité, composé aussi d'anciens officiers et ingénieurs de la Première Guerre mondiale, demande que soit étudié un char lourd, mobile et long pour s'adapter au no man's land et au franchissement de tranchées, à la manière des tanks précédents, suffisamment blindé pour lutter contre les armes antichars récentes. Une maquette est montée en octobre 1939 par Foster's, constructeur des premiers tanks[réf. souhaitée] ; un prototype est assemblé en octobre 1940 et baptisé en toute logique et en référence au comité d'« anciens » des initiales de « The Old Gang ». Plus longs et mieux blindés que les chars rhomboédriques du conflit précédent, le TOG de 65 tonnes est armé d'une tourelle de Matilda II avec un canon de 2 livres (40 mm de calibre). La large caisse permet l'installation d'un obusier de 75 mm selon une conception « duale » inspirée du B1-bis français. Sur le papier, le char bénéficie potentiellement en 1940 d'un armement puissant et d'un blindage supérieur aux chars allemands. La motorisation prévue est un Paxman Ricardo diesel V12 à transmission électrique et potentiomètre. Après des tests en septembre 1940, les problèmes de mises au point conduisent au remplacement par un système hydraulique, qui ne sera effectué qu'en mai 1943. Aux vues de ses performances et de la guerre mobile qui se joue, le TOG IA ne donne pas satisfaction. L'unique prototype a disparu.

## TOG II
Parallèlement à la conception du char précédent, version britannique à mi-chemin des chars de rupture et des hypothétiques croiseurs terrestres, est développé à partir de mars 1941 une autre version (notée aussi TOG2) équipée tout d'abord d'une tourelle factice portant un canon de 6 livres, puis en 1942 d'une nouvelle tourelle « cubique » armée d'un canon QF 28-pounder. Celle-ci apparait légèrement plus adaptée au combat de char moderne et continuera d'être étudiée pour le char Challenger. Celui-ci pâtira d'ailleurs de cette tourelle trop haute, désuète par son blindage non-incliné et boulonné. La transmission est toujours électrique, mais cette fois à deux générateurs ; une variante sera dotée de suspensions à barre de torsion. Cette version finale à tourelle de Challenger et d'un poids accru à plus de 80 tonnes sera testée sur le terrain en mai 1943 sous le nom de TOG II*. Une masse qui apparait démesurée : le TOG II* est le char le plus lourd jamais construit en Grande-Bretagne (le A39 Tortoise atteint les 79 tonnes),  plus massif encore que le Jagdtiger allemand, char le plus lourd (et bien mieux armé et blindé) déployé « en nombre » au cours du conflit. Avec en outre un train de roulement trop long, sa vitesse ne dépasse pas les 6,5 kilomètres à l'heure en tout terrain, pour une manœuvrabilité des plus faibles. Par sa longueur, son poids, son volume et son agilité, l'engin apparait nettement impropre aux champs de bataille européens, alors que sont étudiés des blindés plus compacts et aussi bien armés et protégés, tels le Black Prince et le Centurion. Une version raccourcie de 1,8 m est proposée, mais ce TOG II (R) ne semble pas avoir atteint le stade de la planche à dessins.

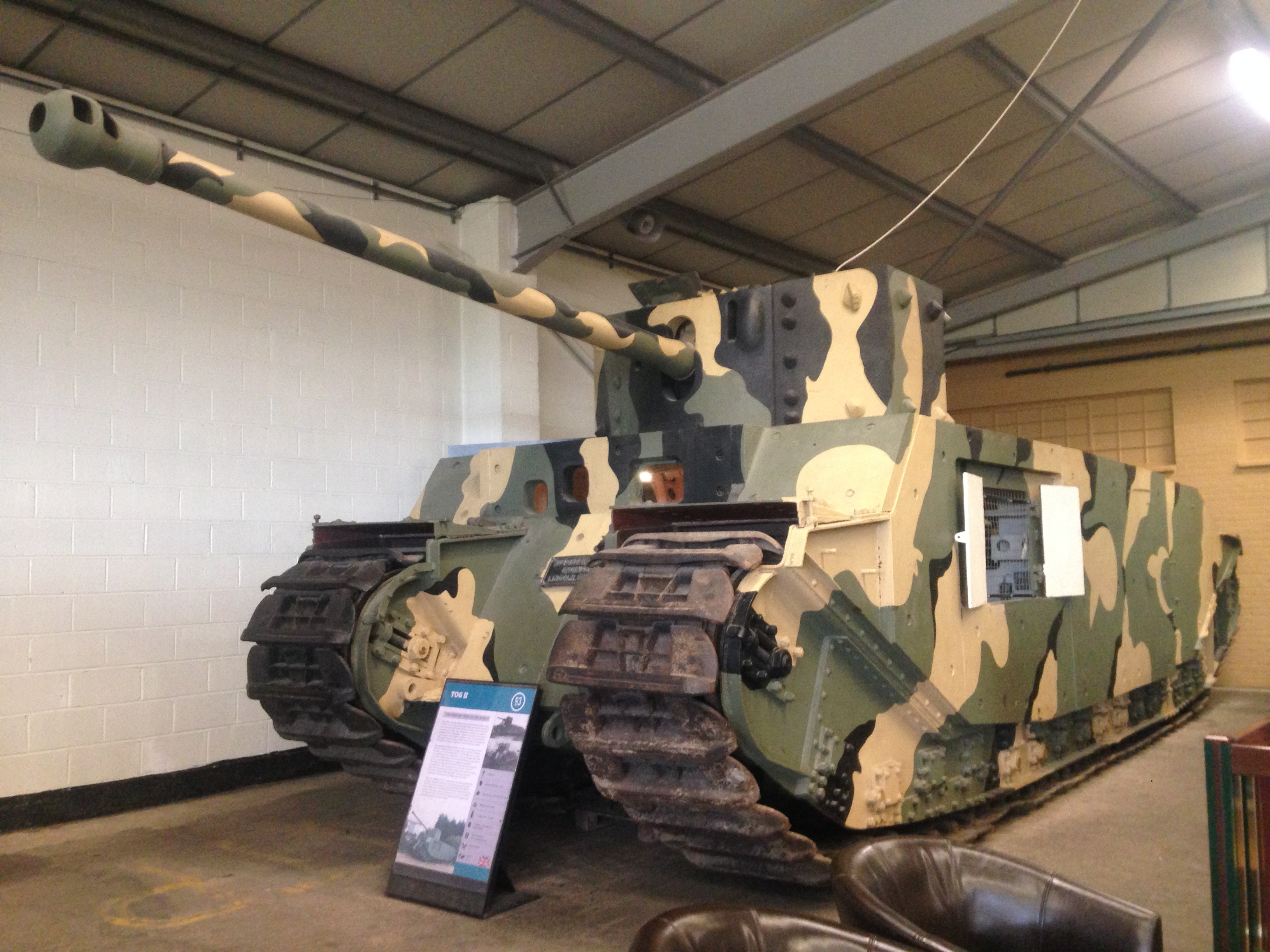
Autre vue du TOG II* de Bovington.

## De nos jours
Issue d'idées stratégiques périmées et surannée jusque dans son nom, la série des TOG n'eut pas de postérité. L'ultime version, le TOG II*, n'est connue du grand public que comme curiosité du Musée des blindés de Bovington ; il est également modélisé et jouable en version premium (payante) dans le jeu de blindés multijoueur World of Tanks en tant que char lourd britannique de rang VI. Dans ce même jeu, il est aussi le rang VI ayant le plus de points de structure (points de vie), et le char le plus long du jeu.